# The Invisible
The Invisible er en amerikansk film fra 2007, instrueret af David S. Goyer. Det er en teenager-thriller med Justin Chatwin, Margarita Levieva, Chris Marquette, Marcia Gay Harden, og Callum Keith Rennie i hovedrollerne. Den er baseret på bogen Den Osynlige af Mats Wahl.
Filmen handler om den artige dreng Nick Powell gør altid hvad man forventer af ham, men en nat bliver han overfaldet og dræbt af den brutale pige Annie Newton. problemet er bare at han ikke helt er død, og han er nu usynlig for alle end Annie der nu måske er den eneste der kan rede ham fra at dø helt.
Historien er filmatiseret i Sverige i 2002 under titlen Den Osynlige.

## Eksterne Henvisninger
- The Invisible på Internet Movie Database (engelsk)
- The Invisible på Filmdatabasen
- The Invisible på Scope
- The Invisible på AlloCiné (fransk)
- The Invisible på MovieMeter (nederlandsk)
- The Invisible på AllMovie (engelsk)
- The Invisible på Turner Classic Movies (engelsk)
- The Invisible på The Movie Database (engelsk)
- The Invisible på Rotten Tomatoes (engelsk)
- The Invisible på Metacritic (engelsk)
- Officiel hjemmeside